# B.C. Rich Mockingbird
A BC Rich Mockingbird é um modelo de guitarra e baixo projetado pela B.C. Rich.